# Stenopsyche bilobata
Stenopsyche bilobata är en nattsländeart som beskrevs av Tian och Li 1991. Stenopsyche bilobata ingår i släktet Stenopsyche och familjen Stenopsychidae. Inga underarter finns listade i Catalogue of Life.